# Asociación de la Prensa Uruguaya
Asociación de la Prensa Uruguaya (APU) es el sindicato de los trabajadores de los medios de comunicación de Uruguay. Está ubicado en la calle San José 1330 en Montevideo.

## Historia
Fue fundada el 25 de octubre de 1944 por iniciativa de un comité coordinador de periodistas de diarios, revistas, personal de administración y agencias de noticias. Uno de sus cometidos centrales es la defensa de las libertades de prensa, expresión y pensamiento. Asimismo se ocupa de velar por el cumplimiento de los convenios colectivos, laudos, categorizaciones del personal, evaluaciones de tareas y otros referidos al sector. APU negocia directamente los convenios colectivos del sector a través de sus propios delegados en los consejos de salarios.
Participó en 1964 en la creación de la Convención Nacional de Trabajadores. Fue prohibida por la dictadura cívico militar, sus dirigentes perseguidos y su sede incautada.
Recién en 1992, por resolución del entonces intendente de Montevideo Tabaré Vázquez y de la Junta Departamental de Montevideo presidida por María Almeida (Tota) de Quinteros, la sede volvió a poder del sindicato.
Desde 2018 su director fue Fabián Cardozo  y desde 2022 es Nancy Leite.